# Frink Gets Testy
"Frink Gets Testy" é o décimo primeiro episódio da vigésima nona temporada da série animada Os Simpsons, e o 629.º no total. Foi ao ar nos Estados Unidos pela FOX em 14 de janeiro de de 2018.

## Enredo
Um documentário clássico organizado por Orson Welles sobre Nostradamus e suas previsões para o futuro, incluindo um relativo à Terceira Guerra Mundial, faz com que o Sr. Burns fique alarmado com o futuro de Springfield. Com a ajuda de Smithers, ele convoca uma reunião do capítulo local da Mensa International para pedir seus conselhos sobre a construção de uma "Arca Do Tribo do Norte", destinada a salvar os indivíduos mais valiosos da cidade. Os membros da Mensa sugerem que todos sejam submetidos a um teste de QI para escolher os passageiros, mas o professor Frink interrompe para recomendar um teste alternativo que ele criou que pode medir o "Quociente de Valor Pessoal" das pessoas (PVQ) em uma escala de 1 a 500. O teste é obrigatório para todos os residentes.
Seis semanas depois, os resultados são relatados durante uma transmissão de notícias. Lisa marca 475, mas fica chocado ao saber que Ralph Wiggum a superou em um ponto. Marge se classifica com 311, Homer é classificado xom 265, enquanto Bart só marcou 1. Quando Marge fica indignada tormenta o escritório de Frink e insiste que Bart não é inútil, Frink descobre que inadvertidamente misturou os resultados de teste de Bart e Homer devido à sua terrível caligrafia. As pessoas de toda a cidade começam a ridicularizar Homer por sua baixa pontuação de teste e aproveitar-se dele, mas Marge decide ajudá-lo a se melhorar. Ela se concentra na caligrafia de Homer, e ele eventualmente melhora até o ponto de poder escrever uma nota romântica por muito tempo. Marge é tocada pelo gesto e pelo fato de Homer ter desistido do esforço de completá-lo. Na realidade, ele está inconsciente depois de beber uma garrafa de bourbon.
Depois de conversar com Welles em um sonho, Burns acelera a construção na Arca e coloca Homer, Lenny e Carl para trabalhar nela. Lisa começa a seguir Ralph em torno da escola e da cidade para descobrir por que seu PVQ é mais alto que o dela, sem sucesso. Eles alcançam o local da construção da Arca, onde Ralph repetidamente evita lesões graves por pura sorte. Frustrada, Lisa diz a Frink do que viu. Frink acrescenta dez pontos para sua PVQ para que ela não revele as falhas em seu processo de teste.
Uma vez que a Arca está terminada, Burns traz os melhores marcadores do teste PVQ a bordo e diz-lhes que serão seus escravos. Irritado com a decepção, todos saem através de uma escotilha que foi destrancada. Burns se bloqueia e decide pilotar a Arca sozinho. À medida que Smithers fica afastado do lado de fora, tendo deixado buscar os chinelos de Burns, Burns acaba sendo estrangulado por um dos robôs de manutenção da Arca.

## Recepção
Dennis Perkins do The A.V. Club deu ao episódio um B-, afirmando: "Vou dizer uma coisa para 'Frink Gets Testy': é insatisfatório de uma maneira diferente do habitual para os Simpsons dos últimos dias. Começando com alguns gags verdadeiramente bons e uma instalação digna de um episódio clássico, de alto conceito Simpsons , me fez rir—alto demais, mesmo—muito mais do que qualquer episódio em pouco tempo. E então, a percepção de que ele tinha entrado em sua terceira vez de anúncio com todos os seus segmentos de argumento ainda pendurados me fez gemer (embora não em voz alta). Claramente, não havia tempo suficiente para pagar alguns argumentos promissores e divertidos, e, de fato, a conclusão apressada os envolvia, deixando-me—e aqui está a parte incomum—desejando que fosse mais longo. (Eu realmente poderia ver isso estendido para um segundo longa-metragem, se houvesse tal coisa)."
"Frink Gets Testy" marcou uma classificação de 3,3 com 11 partes e foi assistido por 8,04 milhões de pessoas, tornando-se o programa mais assisnido da Fox naquela noite.